# ماری (رمان)
ماری یا ماشنکا (به روسی:Машенька, Mashen'ka) رمانی از ولادیمیر ناباکوف است. این رمان نخستین بار به زبان روسی و در سال ۱۹۲۶ منتشر شد.

## ترجمه فارسی
- نابوکف، ولادیمیر؛ ماشنکا؛ ترجمه: خلیل رستم‌خانی؛ نشر دیگر.
- نابوکف، ولادیمیر؛ ماری؛ ترجمه: عباس پژمان؛ انتشارا هاشمی.